# Playa de Pormenande
La playa de Pormenande es una playa española, situada en el concejo asturiano de El Franco.
Pertenece a la Costa Occidental de Asturias y pese a no estar incluida en la franja que comprende el Paisaje Protegido de la Costa Occidental de Asturias, presenta dos tipos de protección medioambiental, ya que está catalogada como ZEPAy LIC.

## Descripción
Se trata de una pequeña cala situada en las inmediaciones de La Caridad, capital de este concejo. Tiene forma de concha con una longitud aproximada de unos 190 a 200 metros y una anchura media de cinco metros. Su arena es oscura y tiene mucho canto rodado. Puede accederse a ella con vehículo a menos de 500 metros. Durante los fines de semana tiene una afluencia masiva y es la playa más concurrida de El Franco.
Tiene la peculiaridad de que la zona de baño se une al islote de El Rego mediante un tómbolo lo cual da cobijo a la playa por el este de tal manera que el mar no la acomete frontalmente lo que hace que sea una playa muy segura. En la pleamar el tómbolo queda sumergido y para que se pueda tener siempre acceso al islote se ha construido un paso sobre la roca. También hay otra pequeña playa o cala a la derecha del islote de El Rego pero como guarda el paso del arroyo del Matadero y está muy batida por el oleaje es muy poco frecuentada.
La playa tiene los servicios de vigilancia, área recreativa, restaurante, aparcamientos, duchas y servicio de limpieza durante la temporada estival. Es una playa muy adecuada para la actividad de pesca submarina y puede ser utilizada por toda la familia.
Un dato de cierto interés es que el 12 de agosto de 2004 apareció en la playa un Trachypterus arcticus que medía 2,30 metros de longitud y tenía una anchura de 40 cm.